# بشار عمر
بشار عمر (14 مارس 1979) هو عدّاء كويتي، مُتخصص في سباقات المسافات المتوسطة. شارك في سباق 3000 متر موانع للرجال في الألعاب الأولمبية الصيفية 2004.